# Qualia

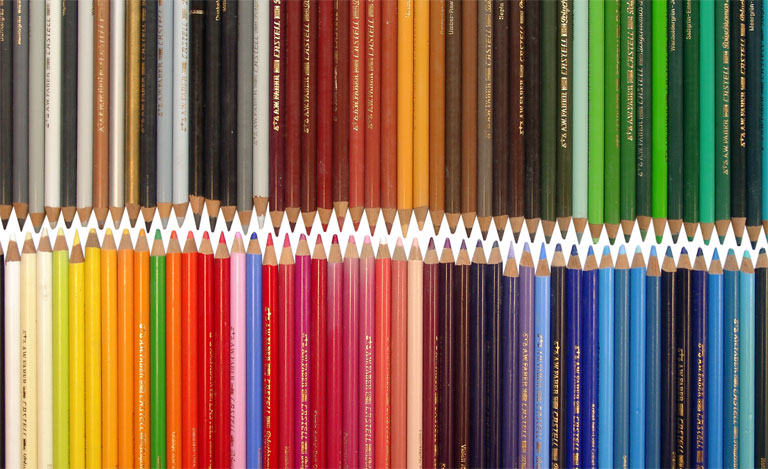
Färger är ett klassiskt problem inom qualiadebatten. Hur kommer det sig att mental bearbetning av vissa ljusvågor ger upphov till en viss färgupplevelse?

Qualia är ett filosofiskt begrepp för den subjektiva fenomenvärlden; qualia är den subjektiva kvaliteten hos medvetna upplevelser. Det vill säga de känslor eller upplevelser som påstås inte gå att beskriva, såsom till exempel smaken av choklad, upplevelsen av färgen rött eller fysisk smärta.
Hur qualia skall förstås utgör ett centralt problem inom medvetandefilosofin, då det ofta ses som ett fundamentalt problem för materialistiska förklaringar av kropp-själ-problemet. Det antas därmed att qualia inte går att förklara neuro- eller kognitionsvetenskapligt.
Begreppet qualia användes först år 1866 av den amerikanske filosofen Charles S. Peirce. Det användes dock inte i den betydelse det nu har inom medvetandefilosofin förrän 1929 av C.I. Lewis, i boken Mind and the World Order.